# Amedee Verbruggen

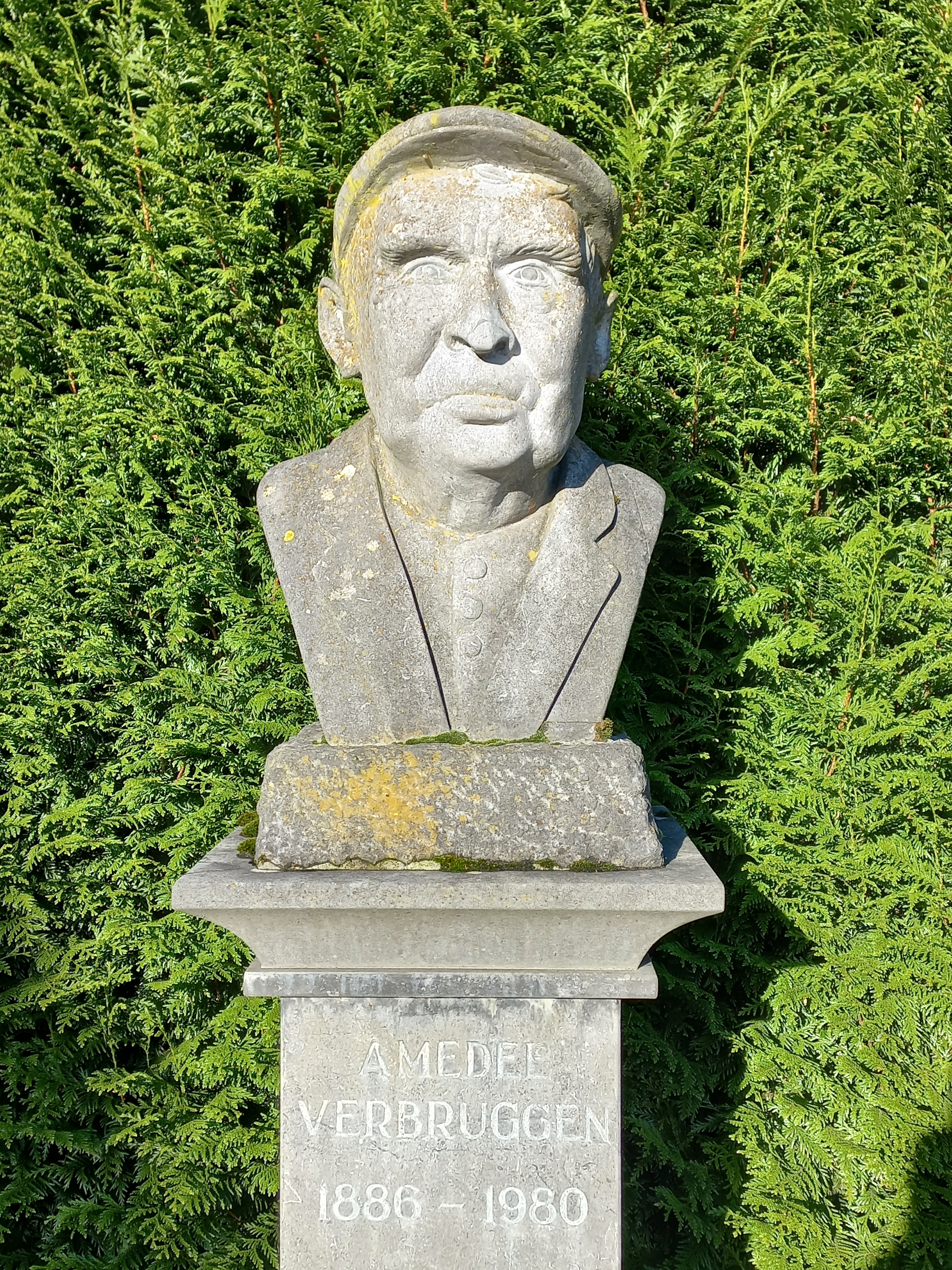
Borstbeeld te Bazel

Amedee Verbruggen (Bazel, 18 november 1886 - aldaar, 28 november 1980), bijgenaamd de kasseilegger van de Vlaamse Beweging, was een Vlaams-nationalistisch voorman, redenaar en politicus.

## Levensloop
Als zoon uit een kroostrijk gezin begon hij als vijftienjarige te werken als kasseilegger (stratenmaker) wat zijn beroep werd. De jonge Amedee speelde ook amateurtoneel en liet zich bij zijn politieke bewustwording o.m. inspireren door het boek 'De Werkman' van Pieter Daens, de broer van priester Daens.
Tijdens de Eerste Wereldoorlog kwam Verbruggen, die ook aan het IJzerfront kasseiwegen herstelde, in contact met Frans Daels en Hendrik Borginon. De frontervaring sterkte zijn Vlaamsgezinde en sociale overtuiging en hij sloot zich aan bij de Vlaamse Beweging waarvan hij een van de leidende figuren werd. Het toetreden van een volksjongen als Verbruggen was symbolisch belangrijk omdat de Vlaamse Beweging, waartoe tot dan vooral intellectuelen uit de (lagere) burgerij behoorden, op die manier verbreed werd tot een sociale beweging.
Verbruggen werd na de oorlog een vooraanstaand lid van het Verbond der Vlaamse Oud-Strijders, de Frontpartij en later van het VNV.
In 1921 werd hij in Bazel tot gemeenteraadslid verkozen. Tot ver buiten het Waasland stond hij bekend om zijn vurige toespraken op Vlaamsgezinde en antimilitaristische bijeenkomsten zoals de IJzerbedevaart. Tijdens de Tweede Wereldoorlog bleef Verbruggen lid van het VNV, maar verzette hij zich tegen de Duitsch-Vlaamsche Arbeidsgemeenschap. Op 21 augustus 1941 werd hij in zijn geboortedorp benoemd tot schepen van openbare werken.
Hoewel hij nooit actief gecollaboreerd had, werd hij toch het slachtoffer van de repressie. Verbruggen werd samen met zijn gezin veertien maanden opgesloten, eerst in het Hechteniskamp Lokeren en later in de gevangenis van Gent. Tijdens deze gevangenschap overleden zijn vrouw en twee kinderen.
Na de oorlog bleef hij een graag gehoorde spreker op bijeenkomsten van de Volksunie en Vlaamsgezinde verenigingen.
In 1978 kreeg hij de erepenning van de Cultuurraad voor de Nederlandse Cultuurgemeenschap.
Verbruggen overleed op 28 november 1980 op 94-jarige leeftijd in zijn geboortedorp Bazel.
Op 30 april 1988 kreeg hij een standbeeld (buste) aan de zuidgevel van de Sint-Pieterskerk in Bazel. Bij de inhuldiging van het borstbeeld en op het doodsprentje typeerde dichter Anton van Wilderode als "de grote kleine man, die met woord en daad (...) tussen en met het voetvolk van de Vlaamse beweging, als een dienende leider van zijn vernederd volk,(...) leefde, streed en leed voor het onbevoogde vrije Vlaanderen."
Wouter Van Bellingen is een achterneef van Amedee Verbruggen.